# Seven Centroamericano Femenino 2015
El Seven Centroamericano Femenino 2015 fue la tercera edición del torneo para selecciones femeninas pertenecientes a América Central.

## Equipos participantes
- Selección femenina de rugby 7 de Costa Rica
- Selección femenina de rugby 7 de El Salvador
- Selección femenina de rugby 7 de Guatemala
- Selección femenina de rugby 7 de Nicaragua
- Selección femenina de rugby 7 de Panamá
- Selección femenina de rugby 7 de Perú (Las Tumis)

## Posiciones[1]
| Pos. | Equipo      | Encuentros | Encuentros | Encuentros | Encuentros | Tantos  | Tantos    | Tantos     | Puntos |
| Pos. | Equipo      | jugados    | ganados    | empatados  | perdidos   | a favor | en contra | diferencia | Puntos |
| ---- | ----------- | ---------- | ---------- | ---------- | ---------- | ------- | --------- | ---------- | ------ |
| 1    | Perú        | 5          | 5          | 0          | 0          | 156     | 10        | +146       | 15     |
| 2    | Costa Rica  | 5          | 4          | 0          | 1          | 136     | 24        | +112       | 13     |
| 3    | Panamá      | 5          | 3          | 0          | 1          | 84      | 101       | -17        | 10     |
| 4    | El Salvador | 5          | 2          | 0          | 2          | 77      | 65        | +12        | 8      |
| 5    | Guatemala   | 5          | 1          | 0          | 4          | 69      | 97        | -28        | 7      |
| 6    | Nicaragua   | 5          | 0          | 0          | 5          | 0       | 225       | -225       | 5      |

Nota: Se otorgan 3 puntos al equipo que gane un partido, 2 al que empate y 1 al que pierda
|  | Disputan Final de Oro |

|  | Disputan Final de Plata |

|  | Disputan Final de Bornce |

#### Resultados
| 11 de diciembre | Perú | 29 - 5 | Guatemala |  |  |

| 11 de diciembre | El Salvador | 15 - 17 | Panamá |  |  |

| 11 de diciembre | Costa Rica | 46 - 0 | Nicaragua |  |  |

| 11 de diciembre | Perú | 36 - 0 | Panamá |  |  |

| 11 de diciembre | Guatemala | 50 - 0 | Nicaragua |  |  |

| 11 de diciembre | El Salvador | 5 - 22 | Costa Rica |  |  |

| 11 de diciembre | Perú | 53 - 0 | Nicaragua |  |  |

| 11 de diciembre | Costa Rica | 36 - 7 | Panamá |  |  |

| 11 de diciembre | El Salvador | 22 - 0 | Guatemala |  |  |

| 12 de diciembre | Perú | 12 - 5 | Costa Rica |  |  |

| 12 de diciembre | El Salvador | 35 - 0 | Nicaragua |  |  |

| 12 de diciembre | Panamá | 19 - 14 | Guatemala |  |  |

| 12 de diciembre | El Salvador | 0 - 26 | Perú |  |  |

| 12 de diciembre | Costa Rica | 27 - 0 | Guatemala |  |  |

| 12 de diciembre | Panamá | 41 - 0 | Nicaragua |  |  |

### Finales

#### Final de Bronce
| 12 de diciembre | Guatemala | 49 - 0 | Nicaragua |  |  |

#### Final de Plata
| 12 de diciembre | El Salvador | 10 - 12 | Panamá |  |  |

#### Final de Oro
| 12 de diciembre | Perú | 17 - 12 | Costa Rica |  |  |

| Bandera de Perú |
| Campeón Perú    |
| Primer título   |

## Posiciones finales
| Posición | Selección   |
| -------- | ----------- |
| 1        | Perú        |
| 2        | Costa Rica  |
| 3        | Panamá      |
| 4        | El Salvador |
| 5        | Guatemala   |
| 6        | Nicaragua   |